# アレクサンドル・ヴィノクロフ
アレクサンドル・ニコラエヴィチ・ヴィノクロフ（カザフ語: Александр Николаевич Винокуров, ラテン文字転写: Alexandr Nikolayevich Vinokourov、1973年9月16日 - ）は、カザフスタン、ペトロパヴル出身の自転車プロロードレース選手。果敢な走りが特徴のオールラウンダーであり、「ヴィノ」の呼称で親しまれている他、カザフスタン共和国軍憲兵隊大佐の階級を持ち「ヴィノクロフ大佐」もしくは単に「大佐」の愛称もよく知られている。
2006年のブエルタ・ア・エスパーニャ総合優勝、2012年のロンドンオリンピック金メダルを筆頭に、数々のステージレースで活躍したほか、クラシックレースのリエージュ〜バストーニュ〜リエージュを制するなど多くの勝利を収めた。カザフスタンの英雄的存在として2006年10月には勲二等も授与されている。

## 経歴

### デビュー～2005年シーズンまで
1986年に13歳でカザフスタンのスポーツ学校に入学し、やがてナショナルチームの一員として活躍。1994年広島アジア大会に出場し銀メダル。1996年のアトランタオリンピックにも参加するなどアマチュアサイクリストとしてのキャリアを重ねていく。
そしてその実力が認められ、1998年にカジノでプロデビュー。同年に早くもダンケルク4日間レースの総合優勝やツール・ド・ポローニュでのステージ勝利を達成。続く1999年もドーフィネ・リベレでステージ1勝・総合優勝を果たし、将来の大器として期待を寄せられるようになる。
ドイツテレコムに移籍した2000年はヤン・ウルリッヒのアシストを務めたツール・ド・フランスで総合15位に入り、ブエルタ・ア・エスパーニャでは1勝。シドニーオリンピックのロードレース部門でもウルリッヒに次ぐ2位に入る活躍を見せた。
2001年もドイツ・ツアー総合優勝やツール・ド・スイス1勝などの成績を上げ、ツール・ド・フランスでは総合16位の好成績を収めて実力をアピールした。そして2002年も春のパリ～ニースで総合優勝。ツール・ド・スイスでも1勝するが、同レースの落車で尾骨を骨折していたことがツール・ド・フランス開催の前々日に発覚。ドーピング事件で出場できないウルリッヒに代わるエースとして期待されていたが、無念の出場辞退となった。
その雪辱を期した2003年はキャリアの中で最高の活躍をみせ、春にはパリ〜ニースを連覇し、クラシックのアムステルゴールドレースでも優勝。ツール・ド・スイスでも総合優勝を果たし、好調のまま乗り込んだ ツール・ド・フランスでは初めてのステージ優勝を獲得。さらに一時は総合1位のランス・アームストロングに18秒差まで迫る活躍をみせて最終的に総合3位に入り表彰台に立った。
2004年はパリ〜ニースでステージ3勝をあげたが、前半の遅れが響き総合優勝は逃してしまった。さらにツール・ド・スイスで落車して肩を骨折。 ツール・ド・フランスへの出場を断念する羽目になったが、その後に迎えた世界選手権タイムトライアル部門では3位に入り復活をアピールした。
2005年にはリエージュ〜バストーニュ〜リエージュで優勝。ツール・ド・フランスでも2勝をあげて総合5位に入ったほか、カザフスタン選手権のロードレース部門でも優勝を果たした。

### 2006年シーズン
2006年にリバティセグロス・ウルトへと移籍。チームのエースとしてツール・ド・フランスでは、 イヴァン・バッソやヤン・ウルリッヒらと並んで優勝候補の一角に名を連ねていた。
ところが開催が迫った5月末に大規模なドーピング摘発作戦オペラシオン・プエルトが勃発。当時のチーム監督であるマロノ・サイスが疑惑の中心的存在だったエウフェミアノ・フエンテス医師と関わっていたことを理由に逮捕され、これを理由としてリバティセグロスがスポンサー契約を解除。チームは空中分解の危機に瀕したが、これに対し即座に カザフスタン政府が反応。自国の英雄であるヴィノクロフを支援するため、国内の企業から出資金を集めて新たなスポンサーに名乗りをあげ、「アスタナ・ウルト」としてチームは再出発。ツール・ド・フランス参加に向けて動き出した。
しかし主催者のASOからは出場辞退の勧告が出されたうえ、UCIからはドーピングの疑いがあるとして出場予定だったチーム選手の大半に出場停止処分が下される事態となり、とうとう開催前日に参加断念に追い込まれてしまった。
しかし、その無念を晴らすように9月のブエルタ・ア・エスパーニャではステージ3勝を上げて総合優勝と複合賞を同時獲得する大活躍をみせたほか、世界選手権タイムトライアル部門で再び3位に入った。
その後、「アスタナ・ウルト」チームの保有権は逮捕されたサイス監督が保持していたため、このシーズンいっぱいでプロツアーライセンスを剥奪されることが確実となり、結局チームは解散。新しいチームを探す必要が生まれたヴィノクロフに対して、再びカザフスタン政府が救いの手を差し伸べ、スイスを本拠地とするチーム「アスタナ」を新たに設立。2007年からのUCIプロツアーに新規参入すべく急ピッチで体制作りを進め、12月にはプロツアーライセンスを獲得し、満を持してヴィノクロフは移籍。

### 2007年シーズン
そして2007年は、6月中旬に開催されたドーフィネ・リベレでは2勝をあげてポイント賞を獲得。その後のツール・ド・フランスでも総合優勝の大本命と目されていた。
しかし第5ステージの残り25km地点で突然の落車。タイミングが悪いことに、この時レースは終盤を迎えており、逃げている選手たちを捕まえてステージ勝利を狙うため、メイン集団はヴィノクロフを待つことをせずにペースアップしていった。
チームはクレーデンとカシェチキンという2人のセカンドエースを除くアシスト陣が総出でヴィノクロフのメイン集団復帰を目指したものの差は詰まらず、最後はアシストを使い切って単独で追撃。最終的に1分20秒遅れでゴールする結果となり、他の優勝候補にアドバンテージを許してしまう。
そのうえ、この時の落車でヴィノクロフは両膝や肘を大きく傷つけてしまい、その後の山岳ステージではトップ集団はおろか、アシスト役のクレーデンからも遅れることがたびたびあり、首位をゆくミカエル・ラスムッセンらとのタイム差は開くばかりで、第9ステージで再びラスムッセンら総合上位陣にタイム差をつけられ号泣するシーンも放送された。
それでも第13ステージの個人タイムトライアルでは2位に1分以上の差をつけて勝利。一気に総合9位まで浮上し復活を思わせたが、次の第14ステージでは一気に失速。観客との接触によって再び落車したこともあってトップから30分近く遅れてゴールすることになり、総合優勝の夢は潰えた。
しかし次の第15ステージでは再び果敢に先行。総合タイムで既に大きな差がついていた彼の先行を総合上位陣が容認したこともあって、他を寄せ付けず圧倒的な力でステージを制して実力を証明した。
だが、その直後に第13ステージ終了後でのドーピング検査で血液ドーピングの陽性反応が出たことが判明。最終的な結果を待つことなくチームから棄権させられる。さらに主催者からの要請によってアスタナはチーム全体がレース棄権に追い込まれることになった。しかしこの結果に対してヴィノクロフは強い抗議を表明。フロイド・ランディスと同じ弁護士を雇い、検査結果について徹底的に争う姿勢を示したが、大会終了直後に最終的にドーピングが確定したことを受けてチームから解雇された。
そして12月6日にカザフスタン自転車競技連盟から2008年7月までの競技出場停止処分を受けた翌日、カザフスタンのアルマトイで引退を発表。同時にドーピング疑惑に対しては、今後も疑惑を晴らすために戦っていくと表明した。
2008年に入り、フランスのレースに出場するなど7月に出場停止が解除されることから、北京オリンピックに出場するのではと噂されたが代表入りすることはなかった。

### 現役復帰
2009年7月2日、同年同月23日をもって競技活動禁止期間が終了することから、現役復帰宣言を行った。8月4日にはカスティヨン・ラ・バタイユで行われたクリテリウムに無所属の選手として出場、9日から行われたツール・ド・ラン（Tour de l'Ain）にはカザフスタン・ナショナルチームから出場し、本格的なレースへの現役復帰を果たした。8月24日にはアスタナへの復帰を発表。同時に同月29日開幕のブエルタ・ア・エスパーニャへの出場が発表された。
ブエルタ・ア・エスパーニャでは第10ステージで逃げグループに乗りステージ4位に入ったが、山岳第12ステージでリタイア。

その後9月に世界選手権自転車競技大会男子ロードレース、10月にジロ・ディ・ロンバルディアに出場し、これらのレースでは終盤まで優勝争いに加わる復調ぶりを見せた。
2010年、ジロ・デ・イタリアの前哨戦とされるジロ・デル・トレンティーノで総合優勝、さらに5年ぶりにリエージュ〜バストーニュ〜リエージュも制覇、完全復活を果たした。初出場となったジロ・デ・イタリアではアスタナのリーダーとして参加。第3及び第7～第10ステージにおいてマリア・ローザ（総合首位）を着用した。総合成績は6位。
続くツール・ド・フランスでは優勝候補筆頭であるアルベルト・コンタドールのアシストとして参戦。コンタドールを山岳で引くだけでなく、チャンスと見れば果敢な逃げを繰り返し、13ステージでは終盤に単独で逃げを決めてステージ優勝、総合16位。
2011年はバスク一周で総合8位 & 区間1勝(第3)、フレッシュ・ワロンヌで4位、ツール・ド・ロマンディで総合3位 & 区間1勝(第3)、クリテリウム・デュ・ドフィネ 総合3位などの成績を残した。ツール・ド・フランスでは、第8ステージ終了時点でトップから32秒遅れの総合11位に着け、総合成績上位を十分狙える状況であったが、第9ステージにおいて落車し崖下へ転落。右大腿骨を骨折してしまいリタイアした。大会終了後の7月17日に再び引退を表明したが、再度引退を撤回、2012年も現役続行することを表明した。UCIワールドツアーは個人総合16位だった。
2012年のツール・ド・フランスは第18ステージで敢闘賞を獲得した。7月28日に行われたロンドンオリンピックの男子個人ロードレースではリゴベルト・ウランとともに集団を飛び出し逃げきり、ゴール前でウランを振りきって金メダルを獲得した。このシーズンをもって正式に引退。
引退後はアスタナチームのGMに就任。

## 主な成績

### グランツール
- ツール・ド・フランス 通算4勝
- ブエルタ・ア・エスパーニャ 通算4勝

- ツール・ド・フランス 総合3位（2003年）
- ブエルタ・ア・エスパーニャ 総合優勝・複合賞（2006年）

- 2000年　ブエルタ・ア・エスパーニャ 1勝
- 2003年　ツール・ド・フランス 1勝
- 2005年　ツール・ド・フランス 2勝
- 2006年　ブエルタ・ア・エスパーニャ 3勝
- 2007年　ツール・ド・フランス 2勝[3]
- 2010年　ツール・ド・フランス 1勝

### ステージレース
- 1999年　ドーフィネ・リベレ 総合優勝
- 2001年　ドイツ・ツアー 総合優勝
- 2002年　パリ〜ニース 総合優勝
- 2003年　パリ〜ニース 総合優勝　ツール・ド・スイス 総合優勝
- 2007年　ドーフィネ・リベレ ポイント賞
- 2010年　ジロ・デル・トレンティーノ　総合優勝

- 2001年　ツール・ド・スイス  1勝
- 2002年　パリ〜ニース 1勝　　ツール・ド・スイス 1勝
- 2003年　パリ〜ニース 1勝　ツール・ド・スイス 1勝
- 2004年　パリ〜ニース 3勝
- 2005年　ドーフィネ・リベレ 1勝
- 2007年　ドーフィネ・リベレ 2勝
- 2010年　ジロ・デル・トレンティーノ　1勝

### ワンデーレース
- オリンピック個人ロードレース 金メダル（2012年・ロンドン） 銀メダル（2000年・シドニー）

- 世界選手権タイムトライアル部門 3位（2004年・2006年）
- カザフスタン選手権 優勝（2005年）

- アムステルゴールドレース 優勝（2003年）
- リエージュ〜バストーニュ〜リエージュ 優勝（2005年）
- リエージュ〜バストーニュ〜リエージュ 優勝（2010年）